# Músculo braquial
El músculo braquial o braquial anterior (musculus brachialis) es un músculo situado en la región anterior e inferior del brazo, debajo del bíceps. Es ancho y aplanado, y actúa como flexor en la flexión del brazo.
Se origina cerca de la impresión deltoidea, en los bordes y cara interna y externa del húmero; y se inserta por un tendón ancho, en la base de la apófisis coronoides del cúbito.

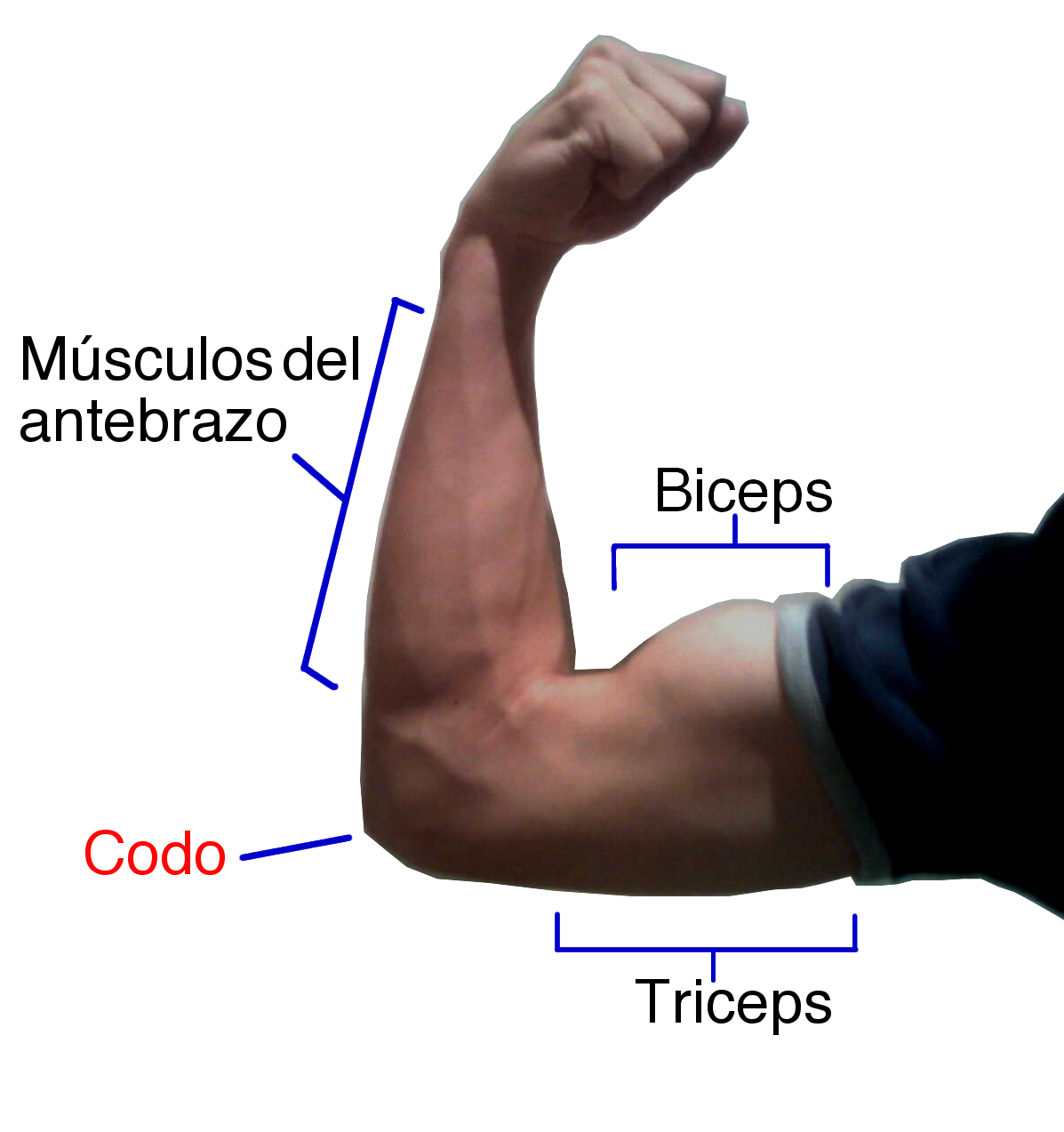
El músculo braquial participa activamente en la flexión del brazo, junto al bíceps y el resto de músculos del antebrazo.

- Datos: Q752441
- Multimedia: Brachialis muscles / Q752441